# Hypoestes phyllostachya

Hypoestes phyllostachya, popularmente confete ou face-sardenta é uma espécie de planta com flor na família Acanthaceae, nativa da África do Sul, Madagascar e sudeste Ásia. As manchas geralmente se fundem em áreas maiores de cor.
O epíteto latim  phyllostachya significa “com uma folha pontilhada”.

## Cultivation
Hypoestes phyllostachya é cultivada como uma planta ornamental e é conhecida como planta doméstica, mas também pode ser cultivada como planta anual em climas mais frios ou perenes nos subtrópicos e trópicos.  No Reino Unido ganhou o Prêmio de Mérito de Jardim  da Royal Horticultural Society.

### Cultivars
Hypoestes phyllostachya tem uma infinidade de cultivares cujas folhas são verdes, brancas ou vermelhas (de rosa a carmim), pontilhadas, manchadas ou raiadas de verde, branco ou vermelho, entre as quais podem ser mencionadas:
- H. phyllostachya  'Camina' com folhas verdes escuras e vermelho carmim
- H. phyllostachya  'Confetti Blush, verde oliva com veios brancos
- H. phyllostachya  'Pink Splash', verde e rosa pálido
- H. phyllostachya  'Red Splash', verde e vermelho
- H. phyllostachya  'White Splash', verde e branco

## Galeria

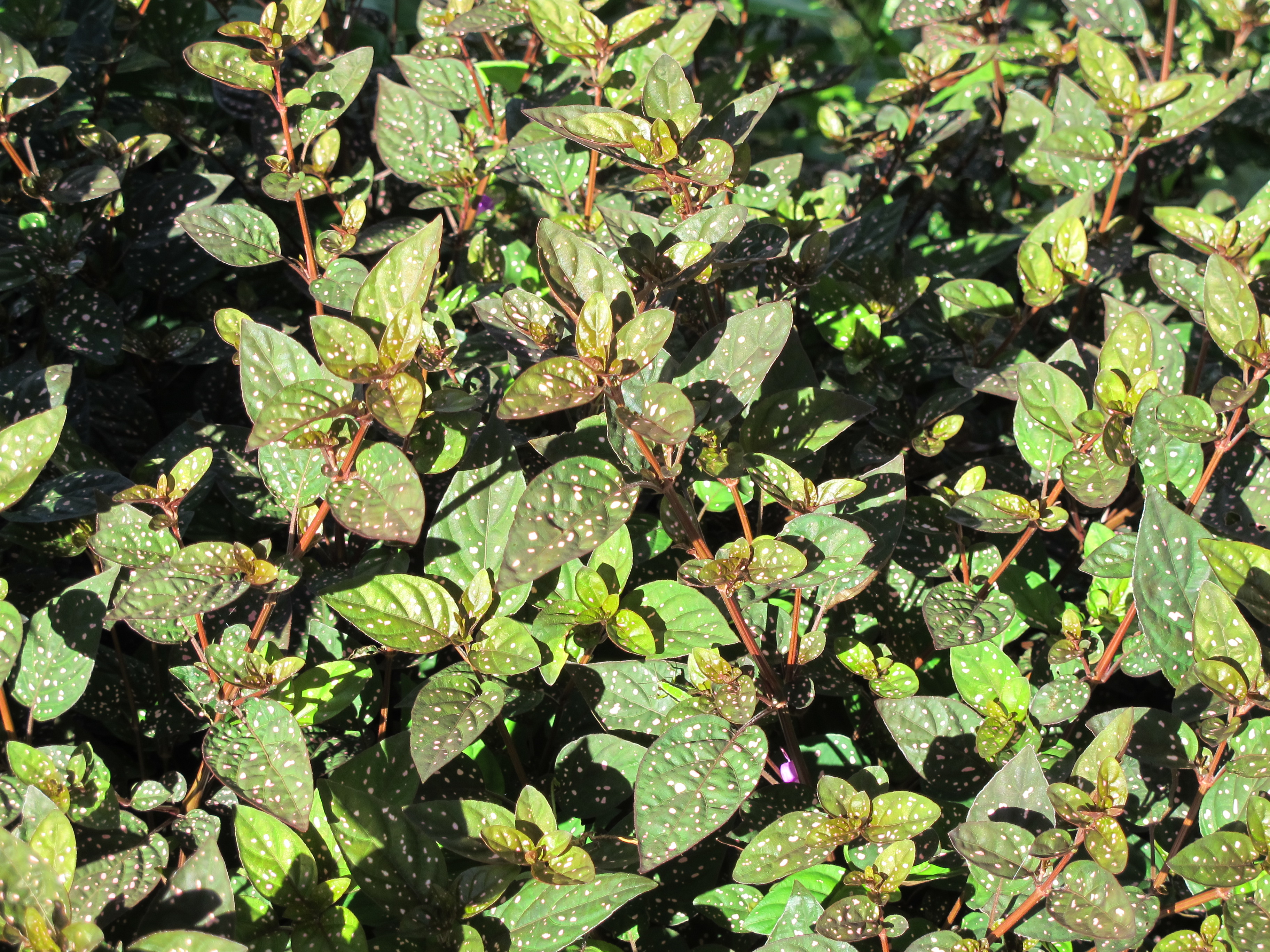
Naturalmente em  Madagascar
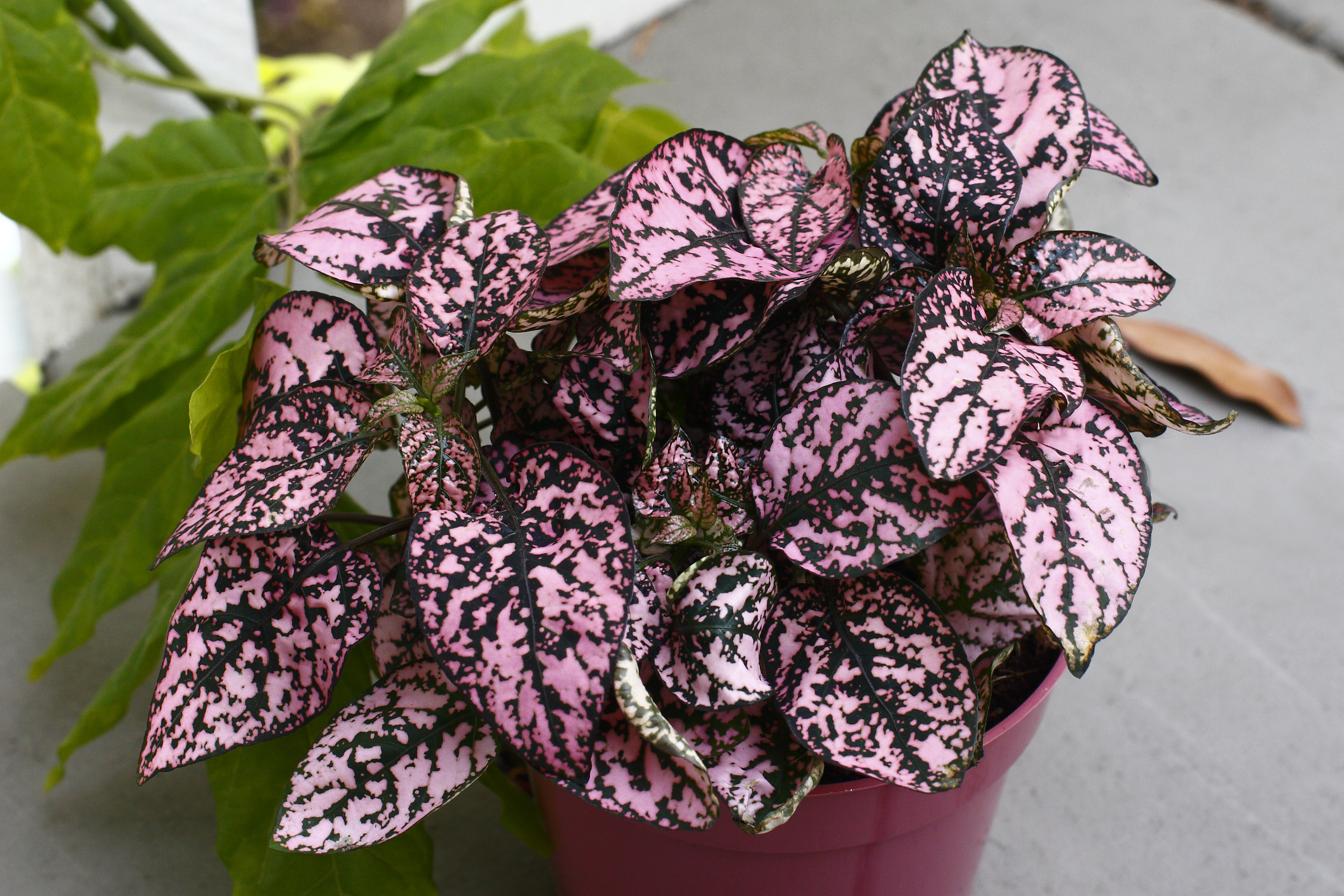
Rosa com verde escuro
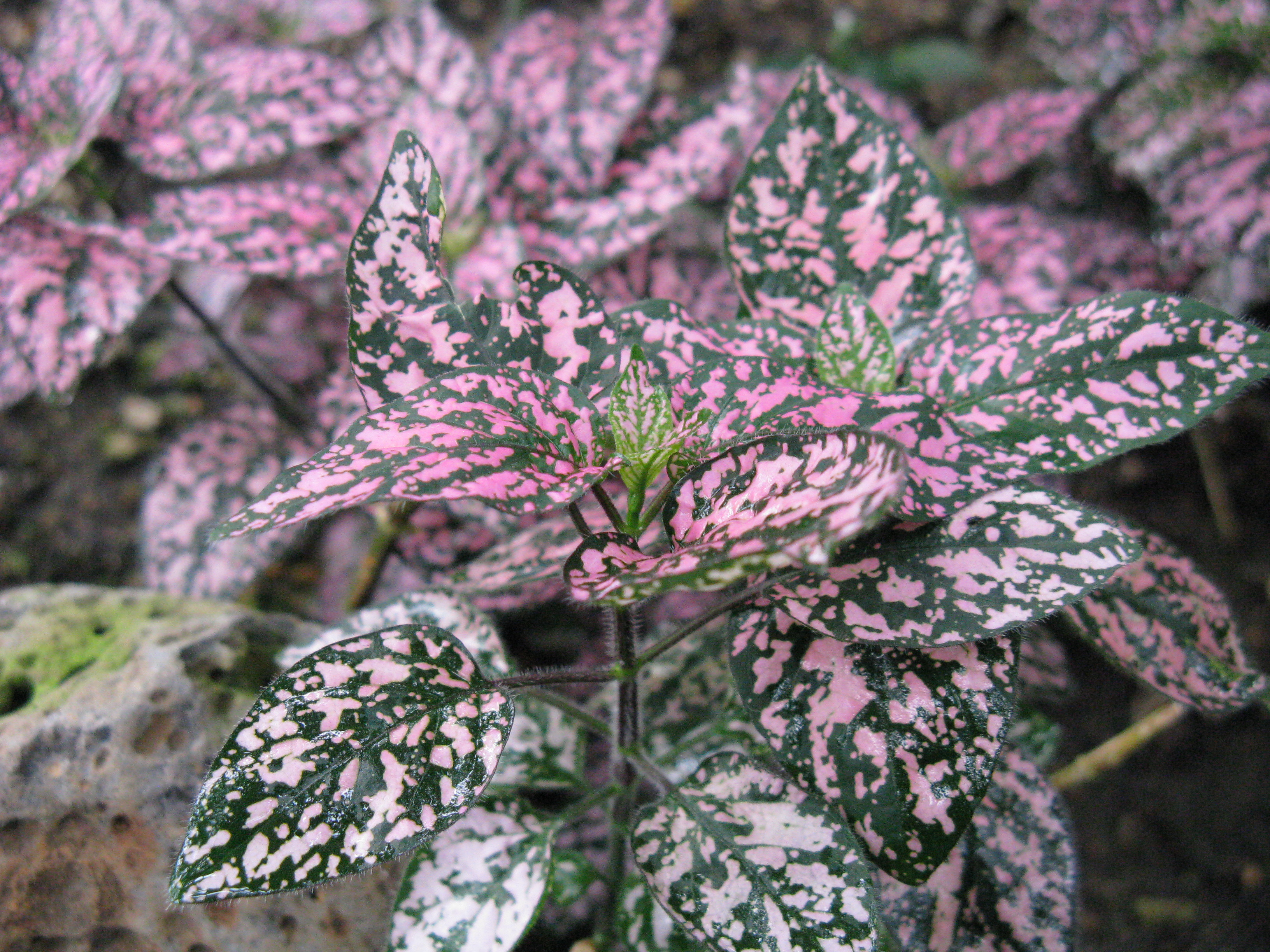
Rosa e verde
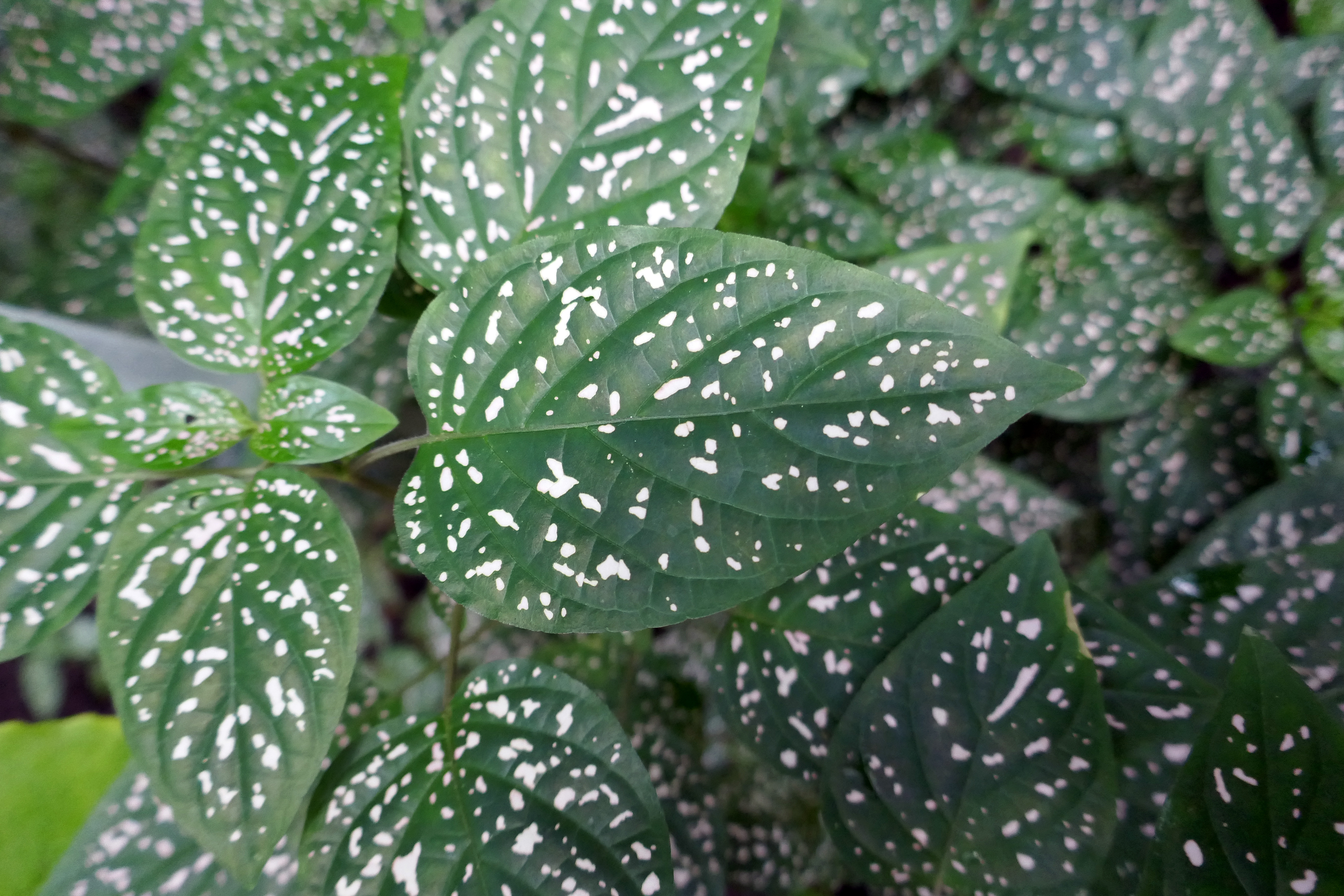
Pontos brancos
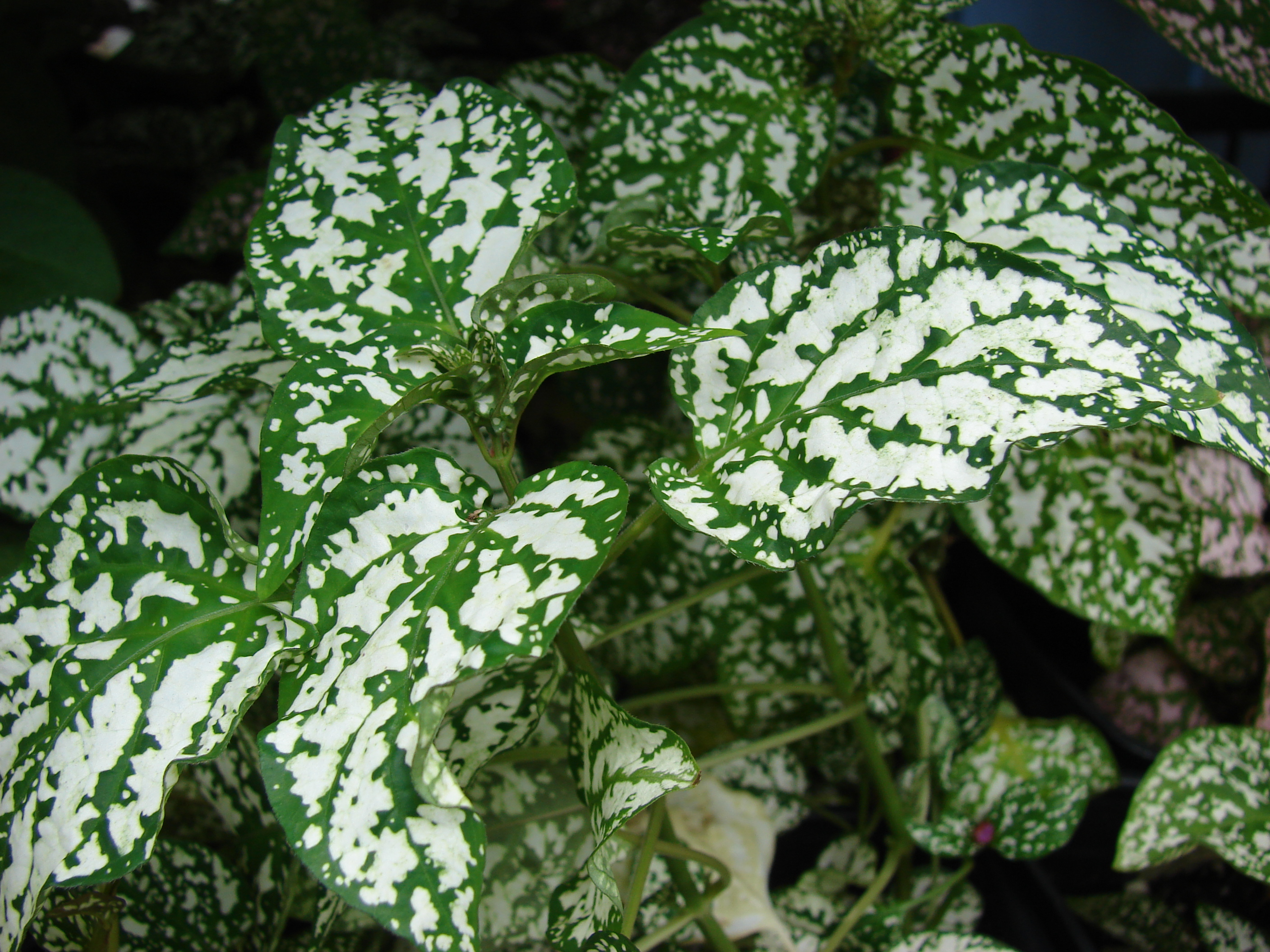
Pontos brancos grandes
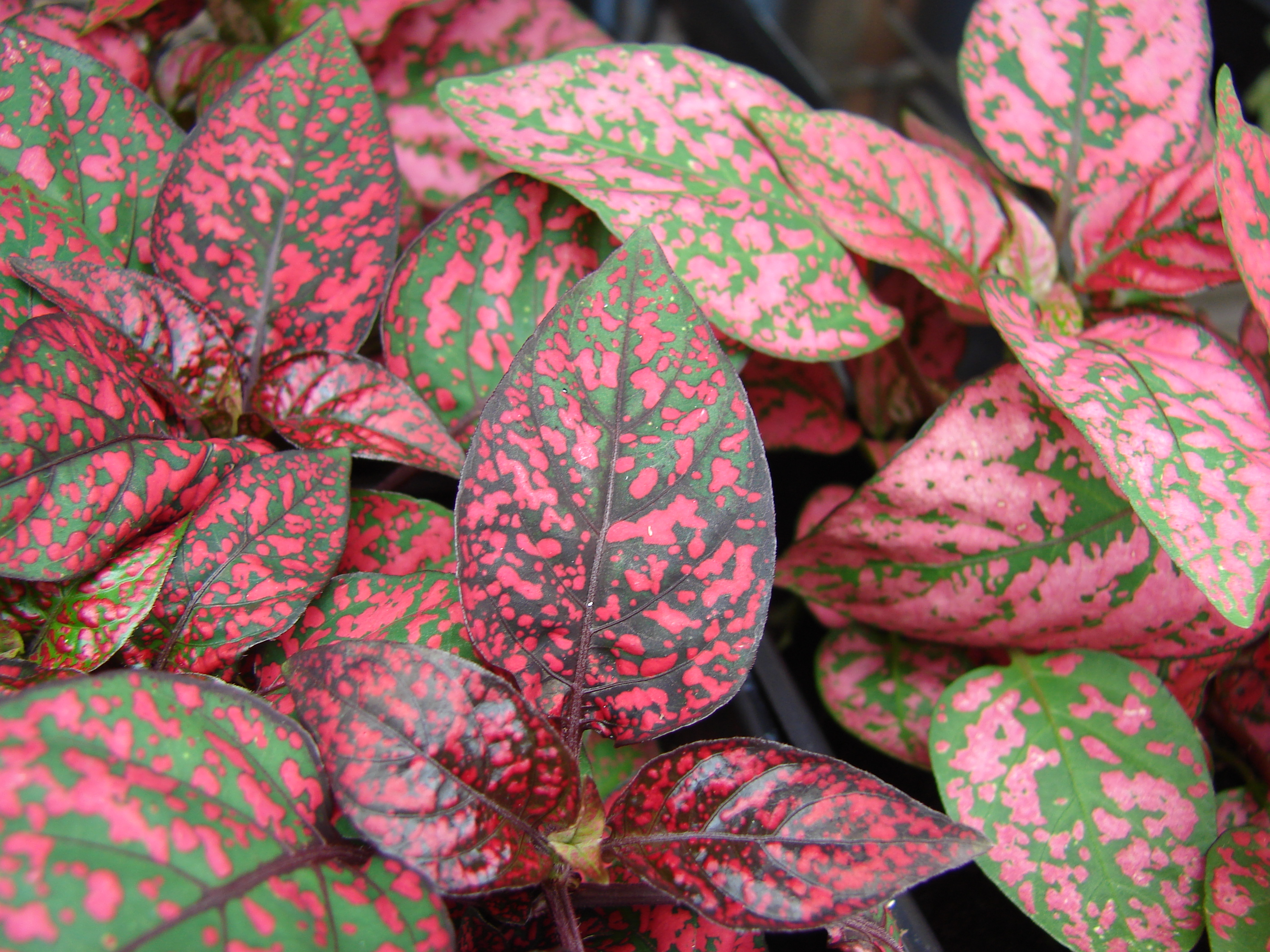
Marcas rosas
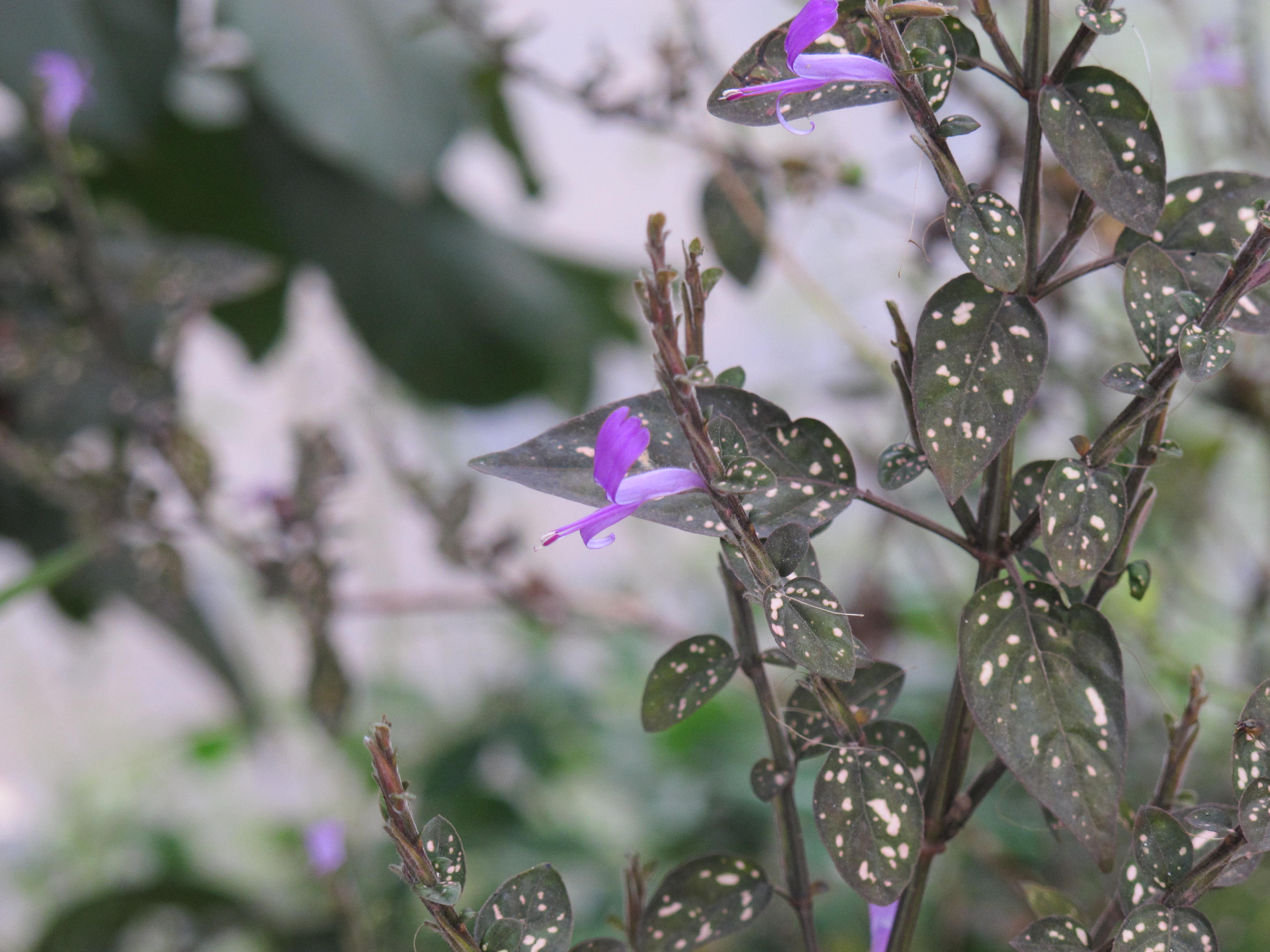
Flor
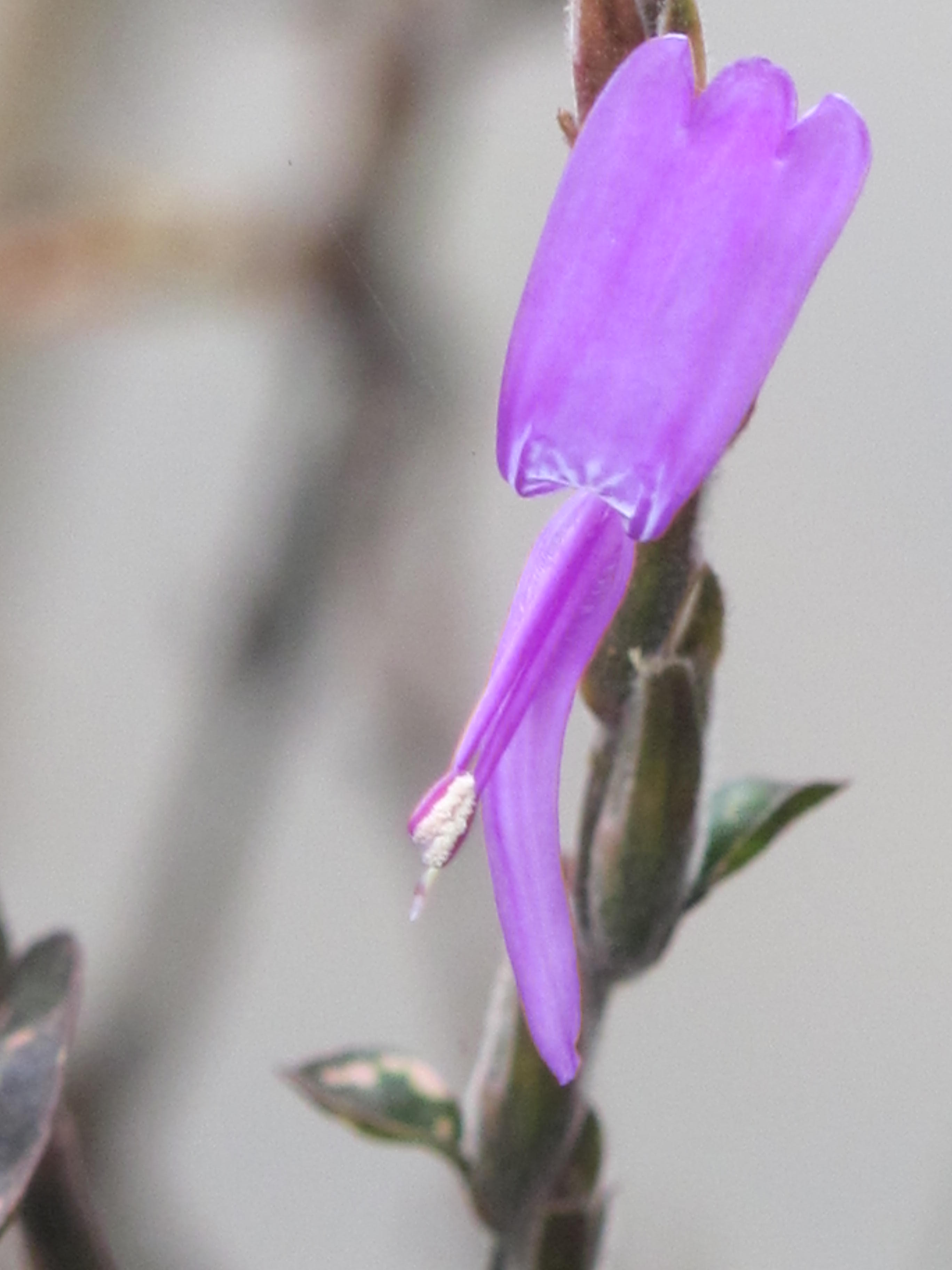
Detalhe da flor

### Variedades

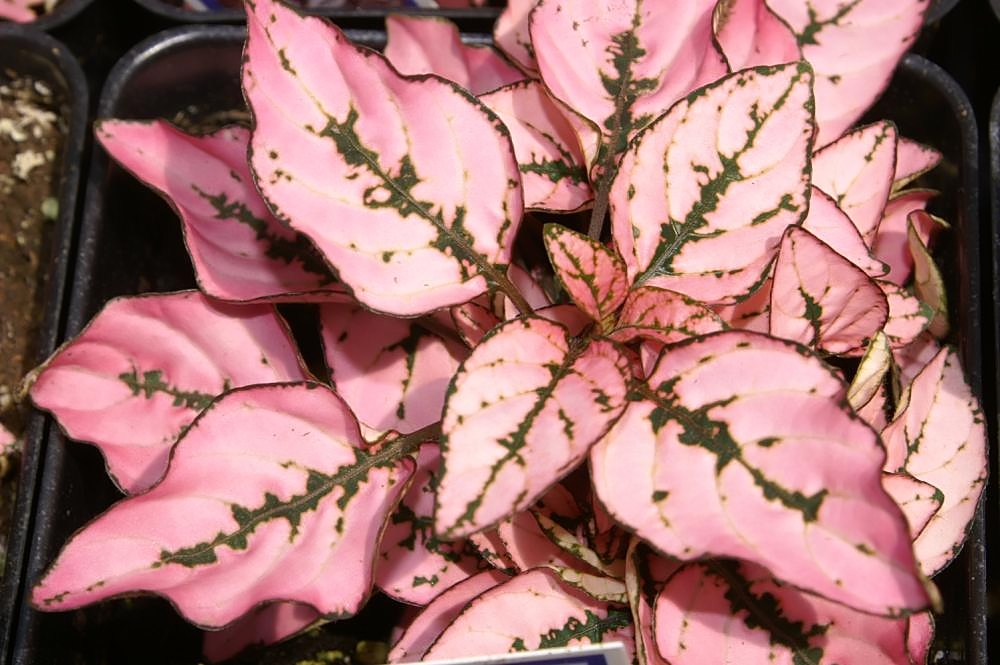
H. phyllostachya 'Pink Splash'
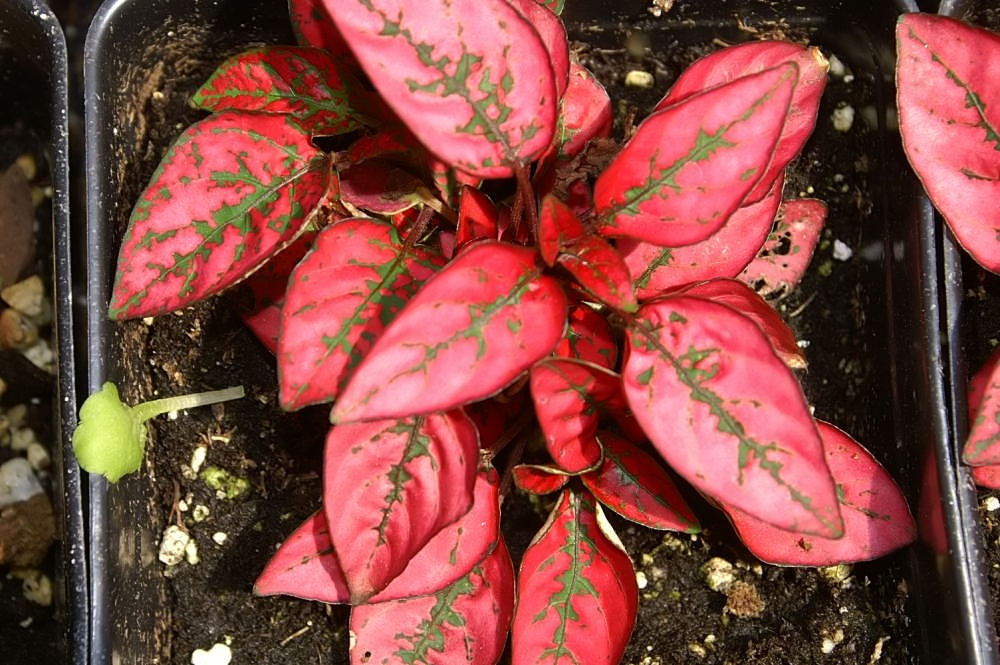
H. phyllostachya 'Red Splash'
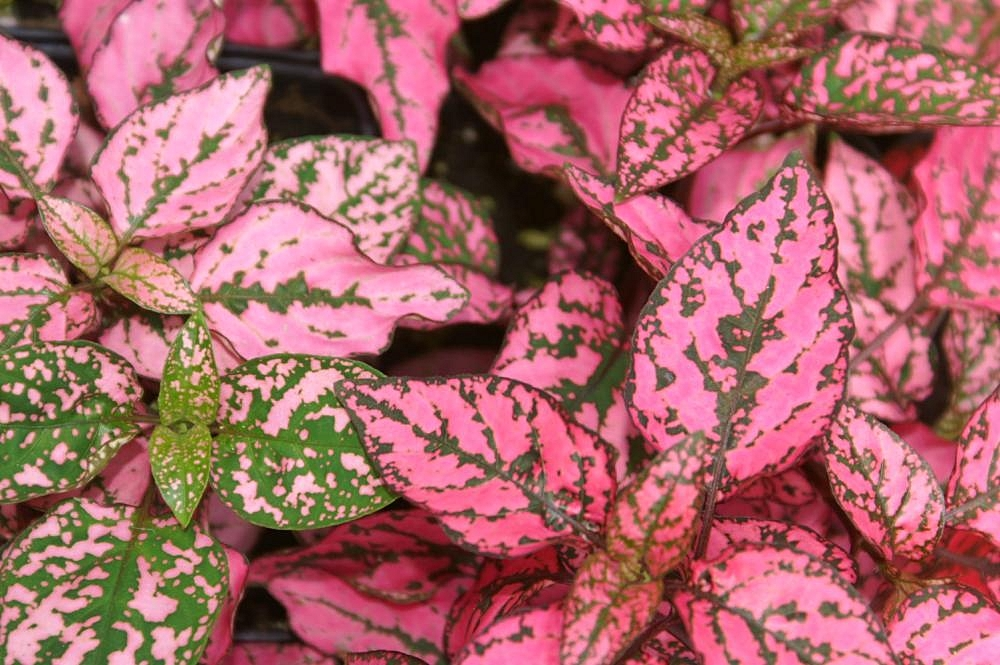
H. phyllostachya 'Rose Splash',
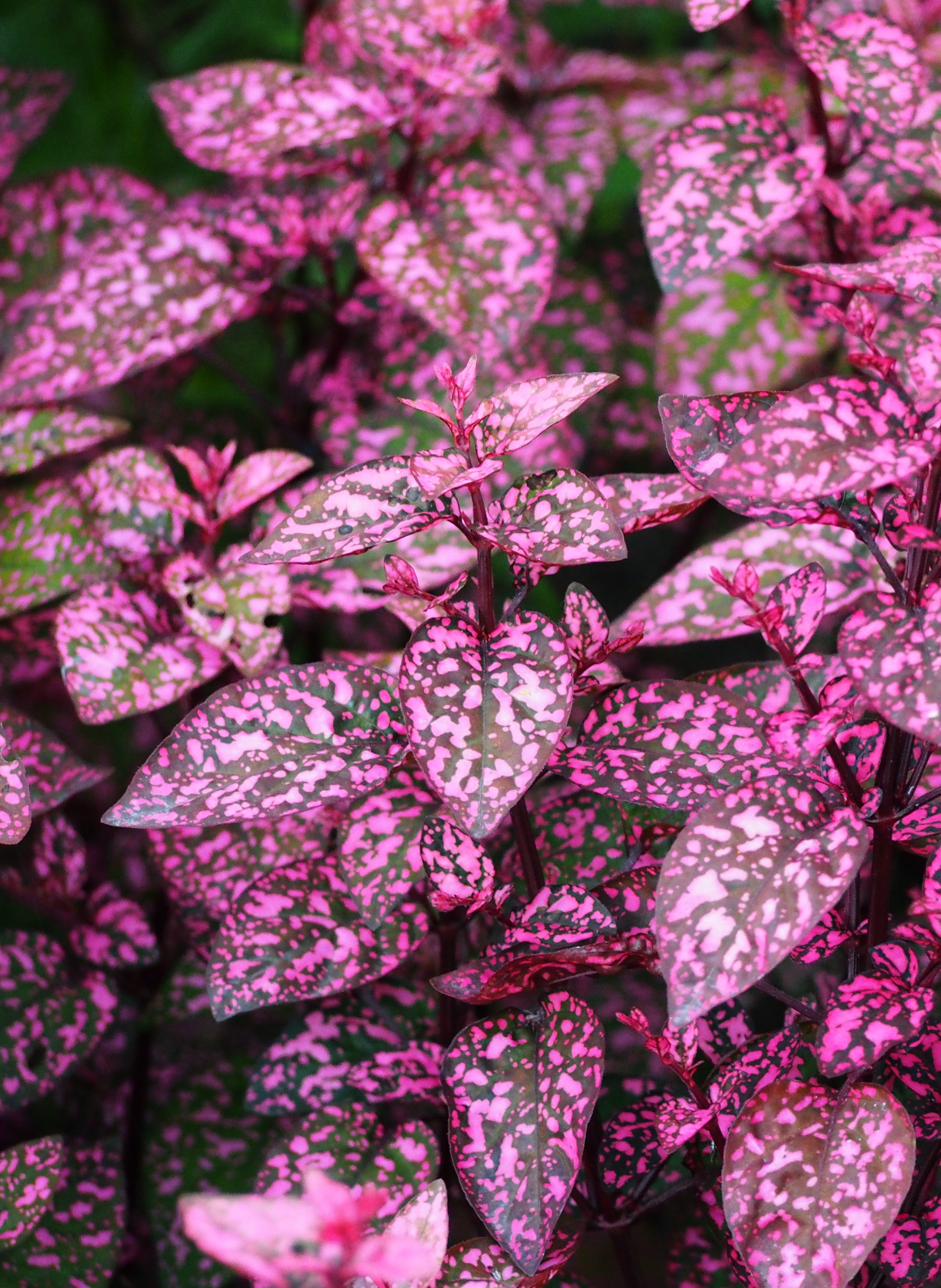
H. phyllostachya 'White Splash'

## Link externos
- Hort.wisc.edu - Hypoestes phyllostachya info
- Marcelo Marthe, Ter plantas com gatos – um guia de sobrevivência